# Getal van Weber
Het getal van Weber is een dimensieloos getal dat de verhouding weergeeft tussen de kracht ten gevolge van traagheid en de kracht ten gevolge van oppervlaktespanning. Het getal wordt gebruikt voor het beschrijven van het ontstaan van bellen en het opbreken van bellen.
{\displaystyle We={\rho Lv^{2} \over \sigma }}
ρ = Dichtheid [kg m−3]
L = Karakteristieke lengte (= diameter in het geval druppel/bel) [m]
v = Snelheid [m s−1]
σ = Oppervlaktespanning [kg s−2]
Het getal is genoemd naar Moritz Weber (1871-1951).
Archimedes ·
Atwood ·
Bagnold ·
Bejan ·
Biot ·
Bond ·
Brinkman ·
capillair getal ·
Cauchy ·
Damköhler ·
Darcy ·
Dean ·
Deborah ·
Eckert ·
Ekman ·
Eötvös ·
Euler ·
Froude ·
Galilei ·
Graetz ·
Grashof ·
Görtler ·
Hagen ·
Iribarren ·
Keulegan-Carpenter ·
Knudsen ·
Laplace ·
Lewis ·
Mach ·
Marangoni ·
Morton ·
Nusselt ·
Ohnesorge ·
Péclet ·
Prandtl ·
Rayleigh ·
Reynolds ·
Richardson ·
Roshko ·
Rossby ·
Rouse ·
Schmidt ·
Sherwood ·
Shields ·
Stanton ·
Stokes ·
Strouhal ·
Stuart ·
Suratman ·
Taylor ·
Ursell ·
Weber ·
Weissenberg ·
Womersley